# Liste der Einheiten der französischen Armee in der Schlacht bei Austerlitz
Aufgelistet sind die Einheiten der französischen Armee in der Schlacht bei Austerlitz gemäß der Schlachtordnung vom 23. September bis zum 2. Dezember 1805.

## Kommandostab
- Oberkommando (Commandant en chef): Napoleon I.

Adjutant des Kaisers (Lieutenant de l’Empereur): Marschall Joachim Murat
- Aides de camp des Kaisers:

Generalmajor Jean Andoche Junot
Generalmajor Anne-Jean-Marie-René Savary, duc de Rovigo
Generalmajor Alexandre-Jacques-Bernard Law de Lauriston
Général de brigade Jean Rapp
Brigade-General Henri-Gatien Bertrand
Brigade-General Gaspard Amédée Gardanne
Brigade-General Jean Le Marois
Brigade-General Régis Barthélemy Mouton-Duvernet
Brigade-General Honoré-Charles Reille
Colonel Anne Charles Lebrun
Colonel Marie François Auguste de Caffarelli du Falga
- Ordonnanzoffiziere des Kaisers: Castille, Eugène de Montesquiou, Henri Amédée Mercure de Turenne d’Aynac, Falkouwski, Charles François Deponthon, Scher, Bongard, Berthemy, Maulnois, Parrain
- Chef des Stabes der Armee (Chef d’état-major de l’armée): Maréchal Louis-Alexandre Berthier mit den Capitaines Colbert, Alexandre Louis Robert de Girardin, Louis-François Lejeune und den Lieutenants Périgord und Lagrange zur Disposition
- Stabschef der Schlachtordnung (Chef d’état-major général): Generalmajor Antoine-François Andréossy
- Logistikchef (Maréchal des logis): Generalmajor Thomas Alexandre Dumas
- Artilleriekommandant (Commandant de l’artillerie): Generalmajor Nicolas Marie Songis des Courbons
- Stabschef der Artillerie (Chef d’état-major de l’artillerie): Brigade-GeneralPernetti
- Gehilfe des Stabschefs der Artillerie (Adjoint au chef d’état-major de l’artillerie): Colonel Alexandre-Antoine Hureau de Sénarmont
- Pionierkommandant (Commandant du génie): Generalmajor Armand Samuel de Marescot
- Stabschef der Pioniere (Chef d’état-major du génie): Major Ducoudsary
- Direktor der Nachrichtenübermittlung (Directeur du télégraphe): Claude Chappe
- Verpflegungschef (Chef boulanger): Le Payen
- Chef des Sanitätsdienstes (Chef chirurgien): Poussielgue
- Grand maréchal du palais: Generalmajor Gérard Christophe Michel Duroc
- Grand Écuyer: Generalmajor Caulaincourt
- Militärverwaltung (Administration militaire): Pierre Daru

### Kaiserliche Garde
Infanterie: 4.134 Kavallerie: 1.637 Artillerie: 494 Kanonen: 24
- Kommandant: Marschall Jean-Baptiste Bessières
- Chef des Stabes: Brigade-General François Xavier Roussel

#### Infanterie der kaiserlichen Garde
- 1. Brigade: Brigade-General Pierre Augustin Hulin

1. Grenadier-Regiment Colonel-Major Jean Marie Dorsenne
- 2. Brigade: Jérôme Soulès

1. Jägerregiment der kaiserlichen Garde
- 3. Brigade: Brigade-General: Teodoro Lechi

Grenadiere zu Fuß der königlich italienischen Garde

#### Kavallerie der kaiserlichen Garde

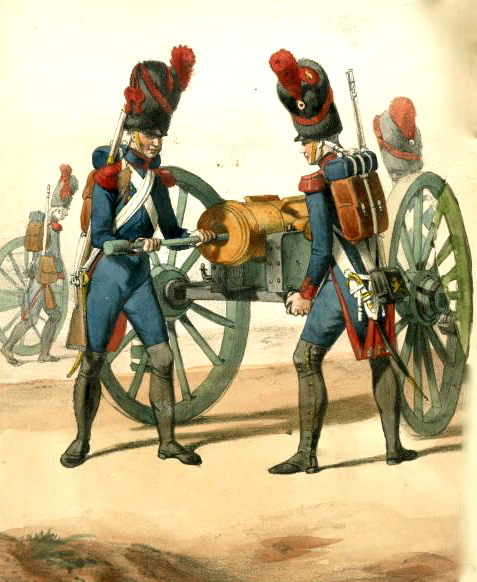
Fuß-Artillerie der Garde

- 1. Brigade: Brigade-General Michel Ordener

Grenadiere zu Pferd der kaiserlichen Garde Colonel-major Louis Lepic
- 2. Brigade Colonel en second François Louis de Morland

Berittene Jäger der kaiserlichen Garde  Colonel en second Nicolas Dahlmann
Mamelucken der kaiserlichen Garde Major Antoine Delaitre

#### Artillerie der kaiserlichen Garde
- Berittene Artillerie: 1. und 2. Kompanie (16 Kanonen)
- Berittene Artillerie königliche Italienische Garde (8 Kanonen)

### Reserve

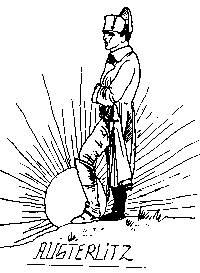

(aus dem 5. Korps ausgegliedert)
- 1. Infanterie-Division: Generalmajor Charles Nicolas Oudinot
- 1. Brigade: Brigade-General Claude Joseph de Laplanche-Morthières

1. Grenadier-Regiment Colonel Jacques Froment
2. Grenadier-Regiment Major Michel Sylvestre Brayer
- 2. Brigade: Brigade-General Pierre Louis Dupas

3. Grenadier-Regiment Colonel Jean Adam Schramm
4. Grenadier-Regiment Major Marc Cabannes de Puymisson
- 3. Brigade: Brigade-General François Amable Ruffin

4. Grenadier-Regiment
- Artillerie

1. Fuß-Regiment 1. Kompanie (6 Kanonen)
5. berittenes-Regiment 5. Kompanie (2 Kanonen)

### 1. Armeekorps
Infanterie: 11.200–11.800 Kavallerie: 1.665 Artillerie: 1.166 Kanonen: 38
- Kommandant: Marschall Bernadotte
- Chef des Stabes: Generalmajor Victor Léopold Berthier
- Artilleriekommandant: Generalmajor Jean Baptiste Eblé
- Pionierkommandant: Colonel Morio

#### 1. Infanterie-Division
Generalmajor Olivier Macoux Rivaud de la Raffinière
- 1. Brigade : Brigadegeneral Pierre Charles Dumoulin

8. Linien-Infanterie-Regiment (1.858 Mann) Colonel François Etienne Autie
45. Linien-Infanterie-Regiment  (1.604 Mann) Colonel Jean Leonard Barrie
- 2. Brigade : Brigadegeneral Michel-Marie Pacthod

54. Linien-Infanterie-Regiment (1.614 Mann) Colonel Armand Philippon
- Artillerie

8. Fuß-Regiment 1. Kompanie  (5 Kanonen)
3. berittenes Regiment 2. Kompanie (5 Kanonen)

#### 2. Infanterie-Division
Generalmajor Jean-Baptiste Drouet d’Erlon
- 1. Brigade: Brigadegeneral  Bernard Georges François Frère

27. leichtes Infanterie-Regiment  (2.069 Mann) Colonel Jean Baptiste Charnotet
- 2. Brigade: Brigadegeneral François Jean Werlé

94. Linien-Infanterie-Regiment (1.814 Mann) Colonel Jean Nicolas Razout
95.  Linien-Infanterie-Regiment (1.903 Mann) Colonel Marc Nicolas Louis Pechaux
- Artillerie

8. Fuß-Regiment: 2. Kompanie  (5 Kanonen)
3. berittenes Regiment: 3. Kompanie (5 Kanonen)

#### 1. leichte Kavalleriedivision
Generalmajor Kellermann

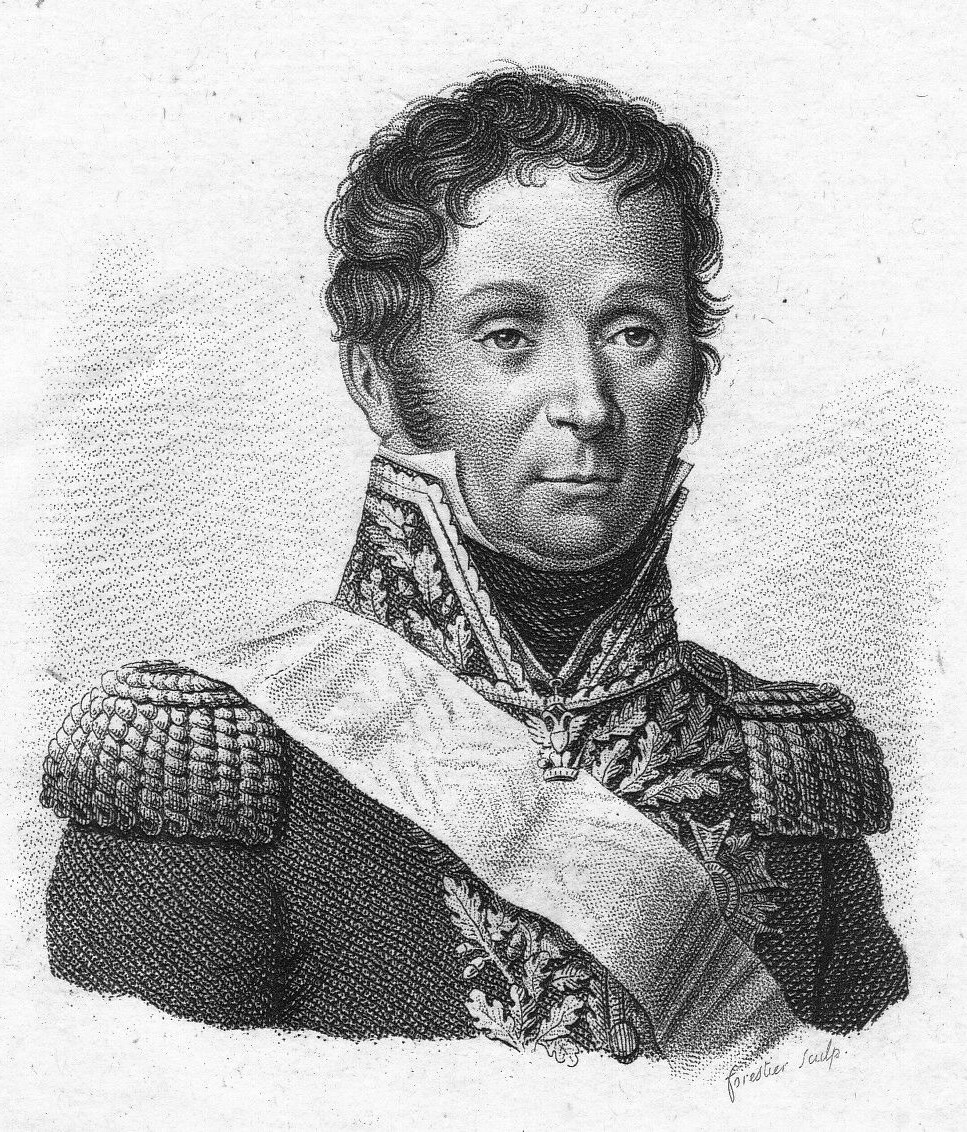
François Étienne Kellermann

- 1. Brigade: Brigade-General Frédéric Vagnair de Marisy

2. Husaren-Regiment (430 Reiter), Colonel Ignace Wilhelm Rith
5. Husaren-Regiment (355 Reiter), Colonel François Xavier Schwartz
- 2. Brigade: Brigade-General Joseph-Denis Picard

4. Husaren-Regiment (444 Reiter), Colonel André Burthe
5. Berittene Jäger-Regiment (436 Reiter), Colonel Claude Louis Constant Esprit Juvenal Corbineau

### 3. Armeekorps
Infanterie: 22.403 Kavallerie: 1.548, Artillerie: 1.210 Kanonen: 48
- Kommandant: Marschall Louis Nicolas Davout
- Chef des Stabes: Brigadegeneral Joseph Daultanne
- Artilleriekommandant: Generalmajor Jean-Barthélemot Sorbier
- Pionierkommandant: Colonel Antoine Etienne Touzard

#### 2. Infanterie-Division
Generalmajor  Louis de Friant
- 1. Brigade: Brigadegeneral Étienne Heudelet de Bierre

15. leichtes Infanterie-Regiment (905 Mann) Major Jean Michel Geither
33. Linien-Infanterie-Regiment  (1.689 Mann) Colonel Jean Saint-Raymond
- 2. Brigade: Brigade-General Pierre-Charles Lochet

48. Linien-Infanterie-Regiment (1.522 Mann) Colonel Joseph Barbanegre
111. Linien-Infanterie-Regiment  (1.778 Mann) Colonel Jacques Gay
- 3. Brigade: Brigade-General Louis-Joseph Grandeau d’Abancourt

108. Linien-Infanterie-Regiment (1.567 Mann) Colonel Joseph Higonet
- Artillerie

7. Fuß-Regiment 2. Kompanie (6 Kanonen)
5. berittenes Regiment: 1. Kompanie (3 Kanonen)

#### 4. Dragoner Division
Generalmajor François Antoine Louis Bourcier
- 1. Brigade: Brigade-General Claude Joseph de Laplanche-Morthières

15. Dragoner-Regiment (338 Reiter) Colonel Nicolas Martin Barthélémy
17. Dragoner-Regiment (364 Reiter) Colonel Joseph Nicolas de St Dizier
27. Dragoner-Regiment (347 Reiter) Colonel Denis Teyrere
- 2. Brigade: Brigade-General Louis Michel Antoine Sahuc

18. Dragoner-Regiment (334 Reiter) Colonel Charles Lefebvre-Desnouettes
19. Dragoner-Regiment (412 Reiter) Colonel Auguste Jean Gabriel Caulaincourt
- Artillerie

2. berittenes Regiment: 3. Kompanie (3 Kanonen)

### 4. Armeekorps
Infanterie: 24.172 Kavallerie: 924 Artillerie: 1.195  Kanonen: 35
- Kommandant: Maréchal Nicolas Jean-de-Dieu Soult
- Chef des Stabes: Generalmajor Charles Salligny
- Artilleriekommandant: Brigade-General Jean Ambroise Baston de Lariboisière
- Pionierkommandant: Colonel Victor Poitevin

#### 1. Infanterie-Division
Generalmajor Louis Charles Vincent Le Blond de Saint-Hilaire
- 1. Brigade Brigade-General Charles Antoine Morand

10. leichtes Infanterie-Regiment (1.488 Mann) Colonel Pierre Charles Pouzet
- 2. Brigade: Brigade-General Paul Thiébault

14. Linien-Infanterie-Regiment (1.551 Mann) Colonel Jacques François Marc Mazas
36. Linien-Infanterie-Regiment (1.592 Mann) Colonel Antoine Charles Houdard de Lamotte
- 3. Brigade: Brigade-General Louis-Prix Varé

43. Linien-Infanterie-Regiment (1.593 Mann) Colonel Guillaume Raymond Amant Vivés
55. Linien-Infanterie-Regiment (1.614 Mann) Colonel François Roch Ledru des Essarts
- Artillerie

5. Fuß-Regiment 12. Kompanie (3 Kanonen)
5. berittenes Regiment 5. Kompanie

#### 2. Infanterie-Division
Generalmajor Dominique Joseph Vandamme
- 1. Brigade: Brigade-General Joseph Schiner

24. leichtes Infanterie-Regiment (1.310 Mann) Colonel Bernard Pourailly
- 2. Brigade: Brigade-General Claude François Ferey

4. Linien-Infanterie-Regiment (1.822 Mann) Major Auguste Julien Bigarré
28. Linien-Infanterie-Regiment (1.636 Mann) Colonel Jean-Georges Edighoffen
- 3. Brigade: Brigade-General Jacques Lazare Savettier de Candras

46. Linien-Infanterie-Regiment (1.350 Mann) Colonel Guillaume Latrille de Lorencez
57. Linien-Infanterie-Regiment (1.743 Mann) Colonel Jean Pierre Antoine Rey
- Artillerie

5. Fuß-Regiment 13. Kompanie (8 Kanonen)

#### 3. Infanterie-Division
Generalmajor Claude-Juste-Alexandre Legrand
- 1. Brigade: Brigade-General Pierre Hugues Victoire Merle

26. leichtes Infanterie-Regiment (1.564 Mann) Colonel François-René Pouget
Schützenbataillon Pô (340 Mann) Colonel Etienne Hulot
- 2. Brigade: Brigade-General Victor Levasseur

18. Linien-Infanterie-Regiment (1.402 Mann) Colonel Jean Baptiste Ambroise Ravier
75. Linien-Infanterie-Regiment (1.688 Mann) Colonel François L´Huillier
Korsisches Schützenbataillon (519 Mann) Colonel Philippe Antoine Ornano
- 3. Brigade: Brigade-General Jean-Baptiste Michel Féry

3. Linien-Infanterie-Regiment (1.888 Mann) Colonel Laurent Schobert
- Artillerie

5. Fuß-Regiment 14. Kompanie (8 Kanonen)

#### Leichte Kavalleriedivision
1. Brigade: Brigade-General Pierre Margaron
8. Husaren-Regiment (276 Reiter) Colonel Jean-Baptiste Franceschi
11. berittenes Jäger-Regiment (317 Reiter) Colonel Bertrand Bessières
26. erittenes Jäger-Regiment (331 Reiter) Colonel Alexandre Michel Digeon
- Artillerie

5. Fuß-Regiment 4. Kompanie (6 Kanonen)

### 5. Armeekorps
Infanterie: 11.567 Kavallerie: 640 Artillerie: 774 Kanonen: 20
- Kommandant: Marschall Jean Lannes

#### 3. Infanterie-Division
Generalmajor Louis Gabriel Suchet
- 1. Brigade: Brigade-General Michel Marie Claparède

17. leichtes Infanterie-Regiment (1.373 Mann) Colonel Dominique Vedel
- 2. Brigade: Brigade-General Nicolas Léonard Bagert Beker

34. Linien-Infanterie-Regiment (1.615 Mann) Colonel Jean Antoine Dejean
40. Linien-Infanterie-Regiment (1.149 Mann) Colonel François d´Harvesse
- 3. Brigade: Brigade-General Jean-Marie Valhubert

64. Linien-Infanterie-Regiment (1.052 Mann) Colonel Claude Nerin
88. Linien-Infanterie-Regiment (1.428 Mann) Colonel Philibert Curial
- Artillerie

1. Fuß-Regiment 5. Kompanie (4 Kanonen)
5. Fuß-Regiment 15. und 16. Kompanie (10 Kanonen)

#### 1. Infanterie-Division
Generalmajor Marie François Auguste de Caffarelli du Falga
- 1. Brigade: Brigade-General Georges-Henri Eppler

13. leichtes Infanterie-Regiment (1.240 Mann), Colonel Pierre Castex
- 2. Brigade: Brigade-General Joseph Laurent Demont

17. Linien-Infanterie-Regiment (1.561 Mann) Colonel Nicolas Conroux
30. Linien-Infanterie-Regiment (1.011 Mann) Colonel François Valterre
- 3. Brigade: Brigade-General Jean-Louis Debilly

51. Linien-Infanterie-Regiment (1.214 Mann) Colonel Joseph Bonnet d´Honnières
61. Linien-Infanterie-Regiment (1.175 Mann) Colonel Jean Nicolas
- Artillerie

7. Fuß-Regiment 1. Kompanie (6 Kanonen)

### Reservekavallerie
- Kommandant: Marschall Murat
- Chef des Stabes: Generalmajor Augustin Daniel Belliard
- Artilleriekommandant: Brigade-General Antoine Alexandre Hanicque
- Pionierkommandant: Colonel Hayelle

#### 1. schwere Kavalleriedivision
Generalmajor Étienne Marie Antoine Champion de Nansouty
- 1. Brigade: Brigade-General Joseph Piston

1. Karabiner-Regiment (195 Reiter) Colonel Antoine Cristophe Cochois
2. Karabiner-Regiment (181 Reiter) Colonel Pierre-Nicolas Morin
- 2. Brigade: Brigade-General Armand Lebrun de La Houssaye

2. Kürassier-Regiment (249 Reiter)  Colonel Jean-Frédéric Yvendorf
9. Kürassier-Regiment (280 Reiter)  Colonel Jean-Pierre Doumerc
- 3. Brigade: Brigade-General Antoine Louis Decrest de Saint-Germain

3. Kürassier-Regiment (279 Reiter) Colonel Claude Antoine Preval
12. Kürassier-Regiment (232 Reiter) Colonel Jacques Roland Belfort
- Artillerie

2. berittenes Regiment 4. Kompanie (3 Kanonen)

#### 2. schwere Kavalleriedivision
Generalmajor Jean-Joseph Ange d’Hautpoul
- 1. Brigade: Colonel Jean-Baptiste Noirot

1. Kürassier-Regiment (388 Reiter) Colonel Marie-Adrien-François Guiton
5. Kürassier-Regiment (375 Reiter)  Colonel Jean-Baptiste Noirot
- 2. Brigade: Brigade-General Raymond Gaspard de Bonardi de Saint-Sulpice

10.  Kürassier-Regiment (254 Reiter) Colonel Pierre-François Lataye
11. Kürassier-Regiment (327 Reiter) Colonel Albert-Louis-Emmanuel Fouler
- Artillerie

2. berittenes Regiment: 4. Kompanie (3 Kanonen)

#### 5. leichte Kavalleriedivision
Dem 5. Armeekorps zugeteilt. Brigade-General Jean-Louis-François Fauconnet
- 1. Brigade: Brigade-General Anne-François-Charles Treillard

9. Husaren-Regiment (233 Reiter) Colonel Etienne Guyot
10. Husaren-Regiment (261 Reiter) Colonel Etienne Guyot
- 2. Brigade: Brigade-General Jean Louis François Fauconnet

13. berittenes Jäger-Regiment (259 Reiter) Colonel Nicolas Pultière
21. berittenes Jäger-Regiment (256 Reiter) Colonel Jean Baptiste Berruyer
- Leichte Kavallerie-Brigade: Brigade-General Édouard Jean-Baptiste Milhaud

16. berittenes Jäger-Regiment (338 Reiter) Colonel Antoine Durosnel
22. berittenes Jäger-Regiment (272 Reiter) Colonel Marie Victor de Fay

#### 2. Dragoner-Division
Generalmajor Frédéric Henri Walther
- 1. Brigade: Brigade-General Sébastiani de la Porta

3. Dragoner-Regiment (177 Reiter) Colonel Edme Nicolas Fiteau
6. Dragoner-Regiment (150 Reiter) Colonel Jacques Lebaron
- 2. Brigade: Brigade-General Mansuy Dominique Roget

10. Dragoner-Regiment (207 Reiter) Colonel Jacques Marie Cavaignac
11. Dragoner-Regiment (196 Reiter) Colonel Ferdinand Bourbon
- 3. Brigade: Brigade-General André Joseph Boussart

13. Dragoner-Regiment (269 Reiter) Colonel Armand Louis Broc
22. Dragoner-Regiment (134 Reiter) Colonel Jean Auguste Carrié
- Artillerie

2. berittenes Regiment 2. Kompanie (3 Kanonen)

#### 3. Dragoner-Division
Generalmajor  Brigade-General Boyé
- 1. Brigade: Brigade-General Charles Joseph Boyé

5. Dragoner-Regiment (234 Reiter) Colonel Jacques Nicolas Lacour
8. Dragoner-Regiment (289 Reiter) Colonel Louis Beckler
9. Dragoner-Regiment (297 Reiter) Major Jacques Antoine Adrien Delort
- 2. Brigade: Brigade-General Nicolas Joseph Scalfort

12. Dragoner-Regiment (291 Reiter) Colonel Joseph Pagès
16. Dragoner-Regiment (242 Reiter) Colonel François-Marie Clément de La Roncière
21. Dragoner-Regiment (285 Reiter) Colonel Jean-Baptiste Charles Mas de Polart
- Artillerie:

2. berittenes Regiment 3. Kompanie (3 Kanonen)
- Reserveartillerie:

5. berittenes Regiment 17. und 18. Kompanie (6 Kanonen)